# Elezioni comunali in Liguria del 1996
Le elezioni comunali in Liguria del 1996 si tennero il 9 giugno (con ballottaggio il 23 giugno).

## Elezioni del giugno 1996

### Provincia della Spezia

#### Sarzana
|                               | Renzo Guccinelli ✔️ Sindaco | 7 806                | 60,36 | Partito Democratico della Sinistra   | 5 017  | 41,56 | 10 |  |  |
| Partito Popolare Italiano     | Renzo Guccinelli ✔️ Sindaco | 7 806                | 60,36 | 1 436                                | 11,90  | 3     |    |  |  |
| FdV - AD - SI                 | Renzo Guccinelli ✔️ Sindaco | 7 806                | 60,36 | 511                                  | 4,23   | 1     |    |  |  |
| Rinnovamento Italiano         | Renzo Guccinelli ✔️ Sindaco | 7 806                | 60,36 | 325                                  | 2,69   | –     |    |  |  |
|                               | Corrado Peroni              | 2 639                | 20,41 | Cristiani Democratici Uniti          | 1 068  | 8,85  | 1  |  |  |
| Forza Italia                  | Corrado Peroni              | 2 639                | 20,41 | 690                                  | 5,72   | 1     |    |  |  |
| Alleanza Nazionale            | Corrado Peroni              | 2 639                | 20,41 | 611                                  | 5,06   | 1     |    |  |  |
| Seggio di coalizione          | Seggio di coalizione        | Seggio di coalizione | 20,41 | 1                                    |        |       |    |  |  |
|                               | Antonella Guastini          | 1 023                | 7,91  | Partito della Rifondazione Comunista | 1 006  | 8,33  | –  |  |  |
| Seggio di coalizione          | Seggio di coalizione        | Seggio di coalizione | 7,91  | 1                                    |        |       |    |  |  |
|                               | Oreste Micacchi             | 682                  | 5,27  | Partito Socialista                   | 627    | 5,19  | –  |  |  |
| Seggio di coalizione          | Seggio di coalizione        | Seggio di coalizione | 5,27  | 1                                    |        |       |    |  |  |
|                               | Gianna Borrini              | 396                  | 3,06  | Lega Nord                            | 388    | 3,21  | –  |  |  |
|                               | Filippo Repiccioli          | 387                  | 2,99  | Centro                               | 392    | 3,25  | –  |  |  |
| Totale                        | Totale                      | 12 933               | 100   |                                      | 12 071 | 100   | 20 |  |  |
|                               |                             |                      |       |                                      |        |       |    |  |  |
| Fonte: Ministero dell'interno |                             |                      |       |                                      |        |       |    |  |  |